# Airtricity

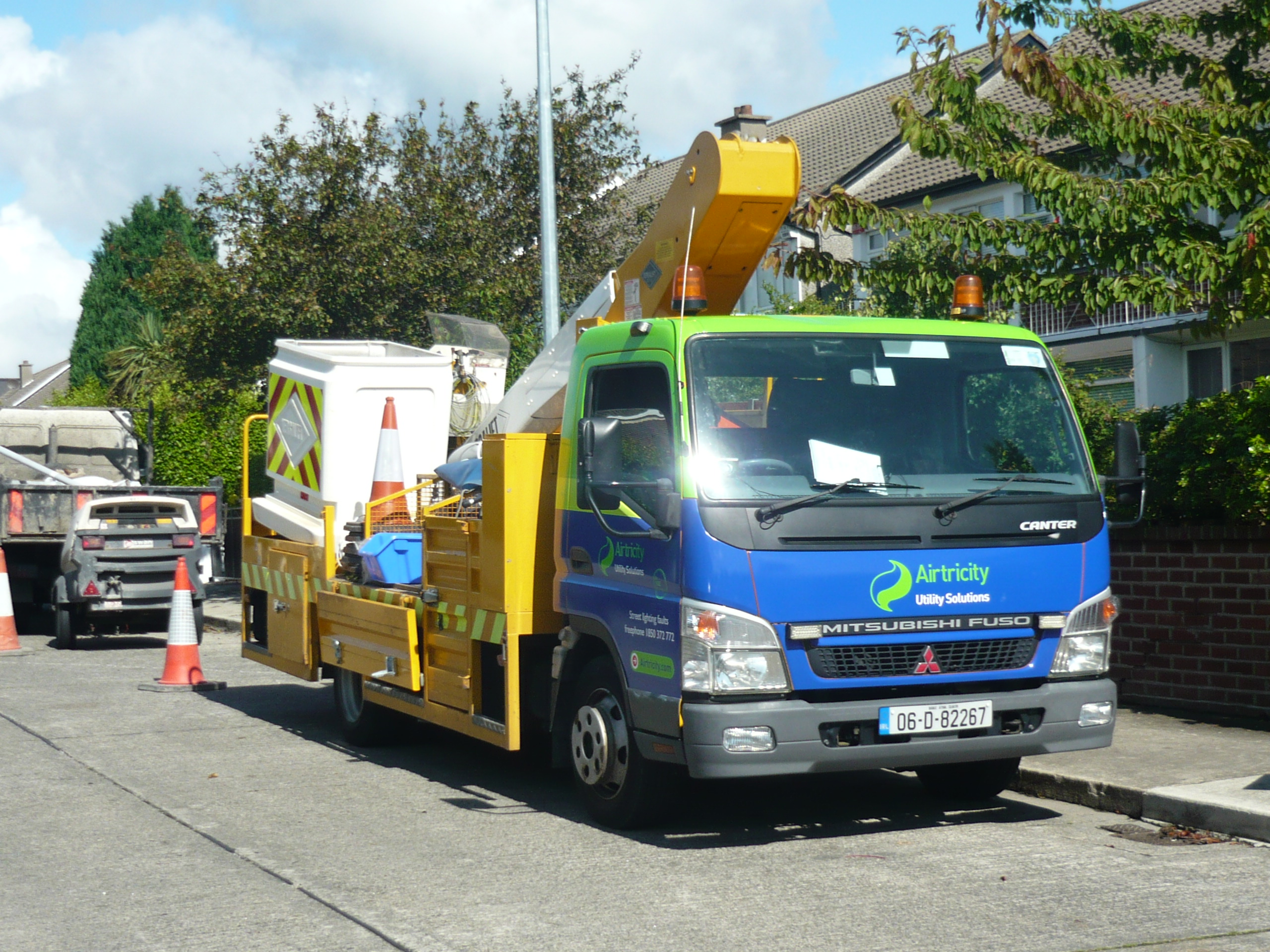
Машина компании

Airtricity Limited — ирландская компания, работающая в области строительства электрогенерирующих станций с использованием возобновляемых источников энергии. Компания была основана в 1997 году и, позднее, была приобретена Scottish and Southern Energy. Компания работает на международном рынке, участвуя, в частности, в проекте постройки ветроэнергетической фермы Грейт-Габбард, которая на начало 2010 года является самой большой в мире фермой ветроэнергетических установок, находящейся на стадии строительства.

## История компании
Eirtricity была основана в 1997 году ирландским предпринимателем Эдди О’Коннором. Компания осуществила строительство ветроэнергетических установок в графствах Каван, Донегол, Слайго и Уэксфорд, хотя количество установленных турбин было существенно меньше числа запланированных.
Компания сменила название на Airtricity с первоначального Eirtricity, произошедшего от слова Éire (Ирландия) в 2002 году.
В 2007 году Airtricity была удостоена звания «Лучшая компания для работы в Ирландии» ('The No.1 Best Company to Work For in Ireland') организацией Great Place To Work Institute.
Компания была продана Scottish and Southern Energy в январе 2008 года за сумму, оцениваемую в 1,1 миллиарда евро.
Основатель компании Эдди О’Коннор покинул Airtricity в 2008 и основал компанию Mainstream Renewable Power.

## Текущее положение
Компания Airtricity принадлежит компании Scottish and Southern Energy с 15 февраля 2008 года и позиционируется, как «занимающееся энергией из возобновляемых источников подразделение Scottish and Southern Energy Group».